# Isla del Paraíso
Isla del Paraíso är en ort i Mexiko.   Den ligger i kommunen Candelaria och delstaten Campeche, i den sydöstra delen av landet, 900 km öster om huvudstaden Mexico City. Isla del Paraíso ligger 62 meter över havet och antalet invånare är 275.
Terrängen runt Isla del Paraíso är platt, och sluttar söderut. Runt Isla del Paraíso är det glesbefolkat, med 11 invånare per kvadratkilometer. Närmaste större samhälle är Haro, 19,4 km nordväst om Isla del Paraíso. I omgivningarna runt Isla del Paraíso växer i huvudsak städsegrön lövskog.